# لويس فيليبس هدسون
لويس فيليبس هدسون (بالإنجليزية: Lois Phillips Hudson)‏ (24 أغسطس 1927، جيمستاون في الولايات المتحدة - 24 ديسمبر 2010، ريدموند في الولايات المتحدة)؛ روائية أمريكية.